# Jan Erazim Sojka
Jan Erazim Sojka, též Johannes Erasmus Sojka (2. prosince 1826 Praha – 24. srpna 1887 Vídeň) byl český básník, spisovatel a novinář.

## Život
Narodil se v rodině krejčovského mistra Jana Sojky (1790 nebo 1793–1859) a jeho manželky Františky Sedláčkové. Byl nejstarší ze sedmi dětí.
Vystudoval piaristické gymnázium a přihlásil se na filosofickou fakultu. Během revoluce 1848 se jí aktivně zúčastnil. (Ottův slovník naučný udává, že spolu se svým přítelem J. V. Fričem bojoval na barikádách.) Po porážce povstání byl nucen opustit Prahu a několik let se skrývat; cestoval po Rakousku, Německu a Itálii.
Do Prahy se vrátil okolo roku 1854 a dne 13. května 1856 se oženil s Johanou Baumaierovou (* 1832, též psána Baumeisterová). V Praze byl knihovníkem, přispíval do časopisů a pokoušel se vydávat časopisy vlastní. Poté, co J. V. Frič odešel v roce 1859 do emigrace, spolupracoval především s Karlem Sabinou, zejména na díle Naši mužové, u kterého byl Sabina dle novějších výzkumů autorem koncepce i iniciátorem. (Protože Sabina byl po roce 1849 odsouzen, nemohl po svém omilostnění publikovat; Sojka kryl jeho díla svým jménem.)
Neúspěchy, které provázely jeho literární činnost, vedly k rozhodnutí odejít do Vídně kde vstoupil do státních služeb. Z české vlastenecké společnosti byl vyobcován poté, co v roce 1863 zveřejnil v drážďanském časopise Illustriertes Familienjournal článek Deutsche und Czechen, ve kterém popsal český národ jako závislý na Němcích. Prudkými reakcemi v českém tisku byl označen za zrádce a odpadlíka.
Ve vládní tiskové kanceláři pořizoval výtahy a překlady z českých novin. Po mnohaletém působení odešel do důchodu s titulem císařského rady. Vždy se hlásil ke svému národu a své děti vychoval česky.

## Dílo

### Časopisy
V letech 1859–1860 byl redaktorem časopisu Jasoň a v roce 1862 časopisu Posel míru, kterého vyšla pouze dvě čísla. Přispíval do řady českých i německých časopisů.

### Knižní vydání
- Nad hrobem K. Havlíčka Borovského (1861)
- Naši mužové (1862), sbírka dvaceti životopisů významných slovanských osobností (16 Čechů, 4 příslušníci jiných národů), napsaná ve spolupráci s Karlem Sabinou. Dostupné online
- Starý věk (1862), obraz nejstarších dějin

Dílo Naši mužové vydal též posmrtně Melantrich (1953).

## Zajímavost
Jan Neruda věnoval pozornost Janu Erazimu Sojkovi v souvislosti s havlíčkovskou slavností v Borové v roce 1962, kde chtěl Sojka veřejně vystoupit a jeho vystoupení bylo přerušeno. Ve fejetonu Pan J. E. Sojka, posel míru reagoval Neruda satiricky na Sojkův popis této události v časopise Posel míru, mezi jiným si povšiml jeho nedokonalé češtiny a slohu.